# Christine Ebersbach (Malerin)
Christine Ebersbach (* 21. Mai 1954 in Strelln) ist eine deutsche Grafikerin und Malerin.

## Leben und Werk
Christine Ebersbach machte 1972 in Halle das Abitur. Danach war sie bis 1993 Praktikantin beim Verlag E. A. Seemann Leipzig. Von 1973 bis 1978 studierte sie an der Hochschule für Grafik und Buchkunst Leipzig Malerei und Grafik bei Rolf Kuhrt und Dietrich Burger. Nach ihrem Abschluss als Diplom-Grafikerin war sie 1978 bis 1991 in Leipzig freiberuflich tätig. Von 1991 bis 1995 arbeitete sie in einer kulturpädagogischen Einrichtung in Leipzig. 1993 zog sie nach Wurzen, wo sie seit 1995 wieder freiberuflich tätig ist. 1990 und 2002 hielt sich Christine Ebersbach jeweils zwei Monate im Wilke-Atelier des Freundeskreises Paul-Ernst-Wilke in Bremerhaven auf. 2007 hatte sie ein Stipendium im Ahrenshooper Künstlerhaus Lukas, 2008 einen von der Münsteraner Aldegrever-Gesellschaft geförderten Aufenthalt im Künstlerhaus Svolvær/Lofoten.
Neben ihrer eigenen künstlerischen Arbeit war sie immer wieder auch kulturpädagogisch tätig, von 2007 bis 2008 als Lehrkraft an einer Berufsfachschule in Leipzig und später an der Volkshochschule Wurzen.
Ihre bevorzugte Technik ist der Farbholzschnitt, der ihrer Neigung zu einer klar gegliederten, zurückhaltenden Formensprache entgegenkommt. Sie bedient sich aber u. a. auch anderer graphischer Techniken, des Aquarells und der Acrylmalerei. Viele ihrer künstlerischen Anregungen empfing Christine Ebersbach auf häufigen Reisen an die Ostsee und nach Norwegen, Schweden und Island.
Sie hatte eine bedeutende Anzahl von Einzelausstellungen und Ausstellungsbeteiligungen. Werke der Künstlerin befinden sich u. a. in den Staatlichen Kunstsammlungen Dresden, in der Neuen Sächsischen Galerie Chemnitz, im Lindenau-Museum Altenburg/Thüringen, im Grafikmuseum Stiftung Schreiner, Bad Steben, im Staatlichen Museum Schwerin, in der Kulturstiftung Rügen, Putbus, und in den Kunstsammlungen der Sparkasse Leipzig und der Deutschen Industriebank AG.
Christine Ebersbach ist mit Wolfram Ebersbach verheiratet. Ihr Sohn wurde 1982 geboren.

## Mitgliedschaften
- 1981 bis 1990: Verband Bildender Künstler der DDR
- Seit 1991: Bund Bildender Künstler Leipzig (BBKL) und in der GEDOK Leipzig/Sachsen e. V.
- Holzschneidervereinigung XYLON Deutschland e. V.
- Artists Rights Society[3]

## Ehrungen
- 1992: 3. Preis des Mainzer Kunstvereins Eisenturm
- 1999: Gellertpreis des Landkreises Delitzsch für Bildende Kunst (erste Trägerin dieses Preises)
- 2004: 2. Preis in der Biennale „100 Sächsische Grafiken“ der Neuen Sächsischen Galerie

## Rezeption
„Schon früh widmete sie sich dem Holzschnitt, den sie stets auf mehreren Platten erarbeitet. In diesem Medium fand sie eine unverwechselbare Sprache und begeistert mit der ihr eigenen faszinierenden Farbkultur.“
„Das Bildthema der Christine Ebersbach ist die Landschaft ihres Lebensumfeldes, ihrer Sehnsuchtsorte, die Landschaft, die auch ihrem Innersten entspricht. … Im Norden Europas liegen jene Orte, die sie anziehen und anregen. Die weiten Himmel, das Licht der Küsten die spärlich besiedelte Natur, die Berge, die scheinbar aus dem Meer wachsen, die tiefen Fjorde Norwegens und vor allem die spezielle Farbigkeit einer unberührten Natur.“

## Werke (Auswahl)

### Farbholzschnitte (Auswahl)
- Steilkünste. (1979; im Bestand der Kunsthalle der Leipziger Sparkasse)[6]
- Am Hafen in Kaminke. (1996; Kunstsammlung der Wismut GmbH, Chemnitz)[7]
- Seezeichen. (2009)[8]
- Am Gletscher. (2014)[9]
- Unterwegs. (2016)[10]

### Andere Techniken (Auswahl)
- Elsterflutbecken. (Acryl, 1991; im Bestand der Kunsthalle der Leipziger Sparkasse)[11]
- See in Leutzsch. (Aquarell, 1995; im Bestand der Kunsthalle der Leipziger Sparkasse)[12]

## Einzelausstellungen (Auswahl)
- 2009: Diepoldshofen, Galerie Dorothea Schrade,
- 2009: Leipzig, Galerie Hoch+Partner („Nordische Reisebilder“; Holzschnitte und Acrylmalerei)
- 2010: Ribnitz-Damgarten, Filiale der Sparkasse Vorpommern (Holzschnitte, mit Susanne Britz)
- 2010: Galerie Gegenwart, Karlsruhe (mit Wolfram Ebersbach)
- 2010: Galerie Beyer, Dresden
- 2010: Kunstverein Coburg, Coburg
- 2010: Galerie am Ratswall, Bitterfeld
- 2011: Stadtgalerie Bad Soden (mit Helga K. Schiffler)
- 2011: Zella-Mehlis, Galerie im Bürgerhaus (Farbholzschnitte/Malerei)
- 2012: Wildeshausen, Galerie Wildeshausen
- 2013: Wustrow, Fischlandhaus (mit Carla Pinkert)
- 2016: Zwickau, Galerie im Domhof (Holzschnitte, Gemälde und Radierungen, mit Barbara Mäder-Ruff)
- 2023: Magdeburg, Galerie Himmelreich („Tiefenschärfe“; mit Grita Götze)[13]